# چارلز کوت، اولین ارل ماونترث
چارلز کوت، اولین ارل ماونترث (انگلیسی: Charles Coote, 1st Earl of Mountrath; ۱ ژانویهٔ ۱۶۱۰ – ۱ ژانویهٔ ۱۶۶۱) سیاستمدار و نظامی اهل دانمارک بود.